# Maicon de Andrade
Maicon de Andrade Siqueira (* 9. Januar 1993 in Ribeirão das Neves) ist ein brasilianischer Taekwondoin. Er startet in der Gewichtsklasse über 80 Kilogramm.

## Karriere
Seine ersten internationalen Erfolge feierte Andrade mit mehreren Turniersiegen im Jahr 2015. Er wurde vom Comitê Olímpico Brasileiro als Starter in seiner Gewichtsklasse für die Olympischen Spiele 2016 in Rio de Janeiro nominiert, da Brasilien Gastgeber war, musste er keine Qualifikation bestreiten. Nach zwei Auftaktsiegen unterlag er im Halbfinale Abdoulrazak Issoufou Alfaga mit 1:6. Im Kampf um Bronze setzte er sich gegen Mahama Cho mit 5:4 durch.